# Confédération nationale des travailleurs du Sénégal
Pour les articles homonymes, voir Confédération nationale du travail.
La Confédération nationale des travailleurs du Sénégal (CNTS) est un syndicat sénégalais.

## Histoire
La CNTS a été fondée en 1969.

## Organisation
Elle est membre de la Confédération syndicale internationale (CSI) et compte environ 60 000 membres. Son siège se trouve à Dakar.
Son Secrétaire général actuel est Mody Guiro qui a succédé à Madia Diop, décédé en 2008.